# Camille Desmoulins
Camille Desmoulins, né le 2 mars 1760 à Guise et mort guillotiné le 5 avril 1794 (16 germinal an II) à Paris, est un journaliste et révolutionnaire français. Il est considéré comme une figure majeure de la Révolution française.
Né dans un milieu rural, il étudie au lycée Louis-le-Grand, où il se passionne pour la Rome antique. Son premier discours à Paris en 1789 est un événement déclencheur de la prise de la Bastille. Se faisant connaître comme journaliste, il devient l'un des plus jeunes députés de la Convention nationale, proche des Montagnards puis des Indulgents.
La liquidation des factions en 1794 précipite sa chute. Son exécution par la guillotine a lieu le 5 avril sur la place de la Révolution, peu avant celle de son épouse Lucile.

## Biographie

### Enfance, jeunesse et études
Simplice-Camille-Benoît Desmoulins est le fils aîné de Jean-Benoist-Nicolas Desmoulins et de son épouse Marie-Madeleine Godart, fille d'un laboureur prospère. Il a sept frères et sœurs. Desmoulins père, avocat puis humble juge picard sans fortune, devient un personnage local influent. Maire pendant trois ans, fondateur d'une loge maçonnique, il est « seigneur » des terres de Bucquoy et de Sémery. En 1768, il obtient la lieutenance générale du bailliage de Guise. Né le 2 mars 1760, Camille Desmoulins est baptisé le 3 mars 1760 à l'église Saint-Pierre-Saint-Paul à Guise.
En 1771, Camille entre comme pensionnaire au collège Louis-le-Grand où il fait de bonnes études. Il y obtient une bourse en 1775. Il se passionne pour les auteurs de l’Antiquité et forge de solides amitiés, en particulier avec Stanislas Fréron. Il est primé au concours général, la même année que son condisciple Maximilien de Robespierre. Étudiant en droit, le jeune bourgeois de province obtient son baccalauréat en septembre 1784, sa licence en mars 1785, prêtant le serment d'avocat au barreau de Paris le 7 mars 1785.
Malgré sa profession, il n'est pas très doué pour l'art oratoire car il est timide et atteint de bégaiements chroniques. Il bredouille si bien qu'il n'a pas de clientèle et gagne difficilement sa vie en copiant des requêtes pour les procureurs.
Initié très jeune en franc-maçonnerie, son nom apparait avec le grade de maître maçon sur le tableau de la « Loge des maîtres », sise à Amiens en 1776. Sa carrière maçonnique ne laisse toutefois aucune trace.

### Avocat et journaliste à Paris

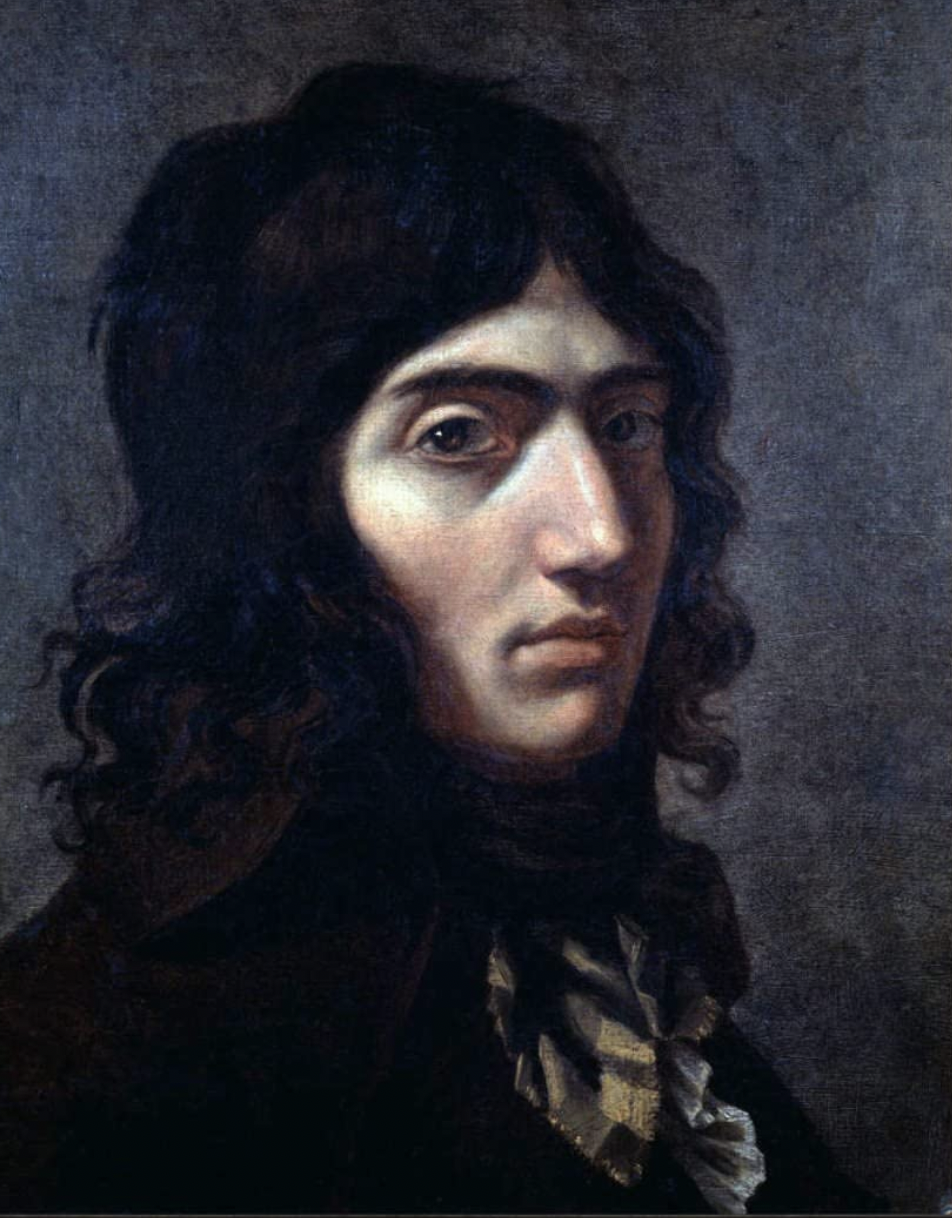
Portrait de Camille Desmoulins par Joseph Boze, vers 1790, musée des Beaux-Arts de Chartres.

En mars 1789, Desmoulins père est nommé député aux États généraux du bailliage de Guise, mais malade, il ne prend pas place. Camille Desmoulins, lui-même limité au rôle de spectateur lors de la procession des États généraux du 5 mai 1789, rédige une réponse à cet évènement : Ode aux États Généraux. Le comte de Mirabeau, personnage politique puissant au sein des États généraux qui se positionne comme un pont entre l'aristocratie et le mouvement réformiste naissant, engage brièvement Desmoulins pour écrire dans son journal à cette époque, renforçant la réputation de Desmoulins en tant que journaliste.
Malgré son bégaiement remarqué, il devient un des principaux orateurs de la Révolution française. Son premier grand discours a lieu devant la foule réunie dans les jardins du Palais-Royal devant le café de Foy le 12 juillet 1789 après la démission de Necker à Versailles, prise pour un renvoi à Paris. Debout sur une table de café, un pistolet dans chaque main, il harangue la foule :
M. Necker est renvoyé ; ce renvoi est le tocsin d'une Saint-Barthélémy des patriotes : ce soir, tous les bataillons suisses et allemands sortiront du Champ-de-Mars pour nous égorger. Il ne nous reste qu'une ressource, c'est de courir aux armes et de prendre des cocardes pour nous reconnaître.
Après concertation avec l'assistance, il est convenu que la cocarde sera verte, couleur de l'espérance. Il est parfois dit que Desmoulins aurait cueilli une feuille de tilleul et qu'il l'aurait placée sur son chapeau. Cependant, dans le cinquième numéro de son journal politique Le Vieux Cordelier, Desmoulins écrit qu'on lui aurait apporté un ruban vert, qu'il mit effectivement à son chapeau, puis distribua à la foule. La cocarde verte sera bientôt remplacée par la cocarde tricolore. À son appel, les Parisiens ne s'arment pas, mais organisent un cortège qui défile dans Paris et envahit les théâtres pour inviter les spectateurs à les rallier.
Ce Camille excitant le peuple à la révolte dans la journée du 12 juillet est à l'origine du surnom de l'« homme du 14 juillet ». Il fut surnommé le « Cicéron bègue » par François-René de Chateaubriand pour son art oratoire en étant atteint de troubles de l'élocution.
Il fait ses débuts de journaliste en novembre 1789, où il publie Les Révolutions de France et de Brabant, journal qui comptera 86 numéros et tirera à 3 000 exemplaires, ce qui lui assure l'essentiel de ses revenus. Il y dénonce constamment le complot aristocratique. Il s’oppose également au suffrage censitaire, en déclarant qu’un tel mode d’élection aurait exclu Jésus-Christ ou Jean-Jacques Rousseau. Il y ajoute avec ironie l'exclusion des juifs réclamée le 21 décembre 1789 par Reubell et combattue par Clermont-Tonnerre : Ne serait-ce pas en effet le comble de l'absurdité si, avec la quittance du marc d'argent, il fallait encore justifier du prépuce ?
On lui doit, à l'occasion de ses commentaires de la fête de la fédération du 14 juillet 1790 (et quelques mois avant que Robespierre ne l'ait le 5 décembre écrit) le triptyque "liberté, égalité, fraternité". Son journal est suspendu après la manifestation du Champ-de-Mars du 17 juillet 1791, bien qu’il n’ait lui-même pas participé à cet évènement. Un autre journaliste jacobin, Joseph Du Saulchoy, par admiration pour lui, prendra la relève et fera publier le journal jusqu'en décembre 1791.

### Député à la Convention nationale

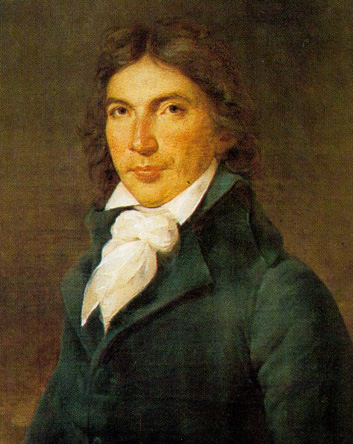
Portrait posthume de Camille Desmoulins, huile de Rouillard, Versailles, musée de l'Histoire de France, 1835.

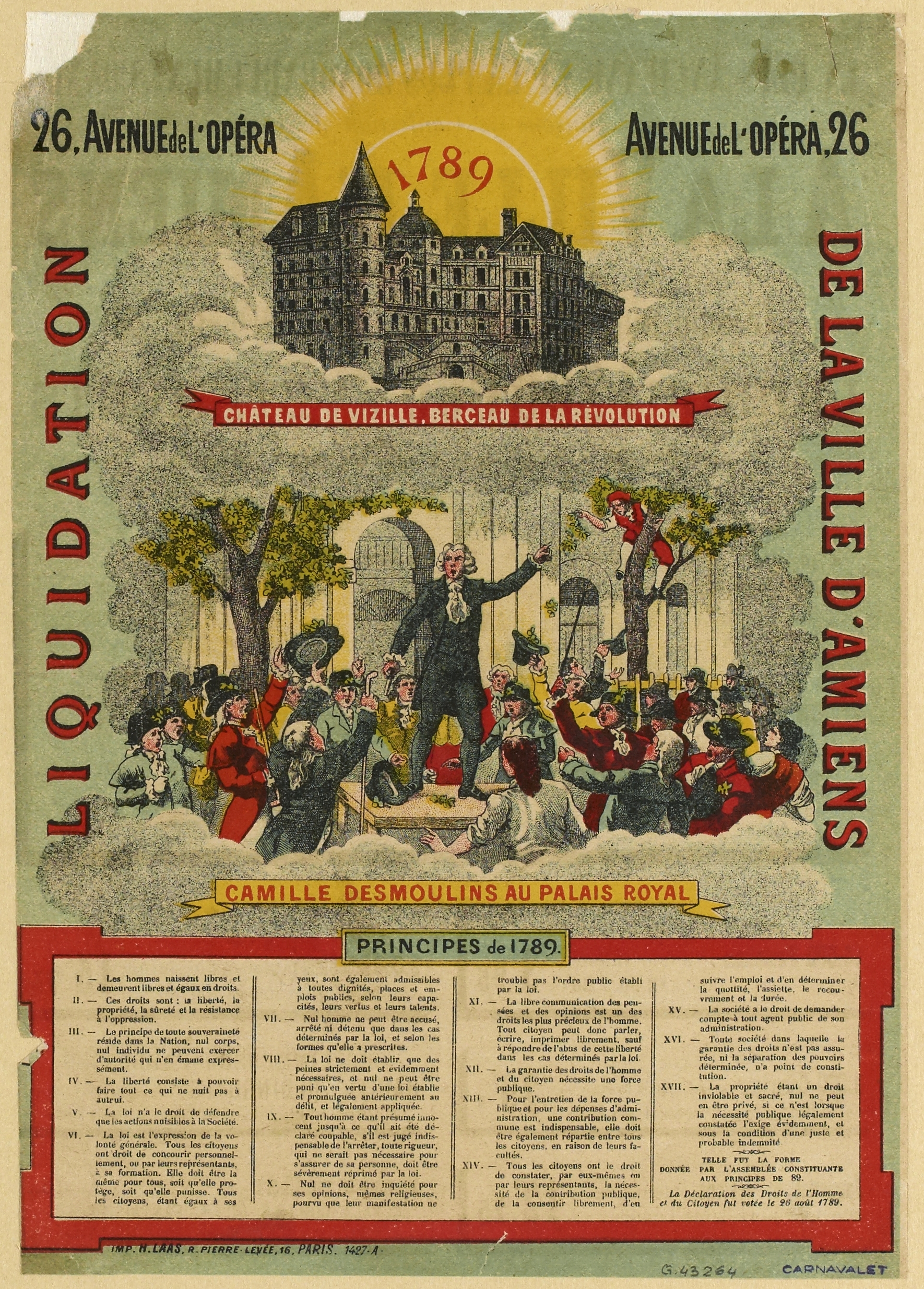
Camille Desmoulins au Palais Royal en 1789

Avant et après la déclaration de guerre de 1792, Camille est résolument partisan de la paix, comme ses amis Robespierre, Danton et Marat. Cette opinion est formulée un discours prononcé au Club des jacobins le 25 décembre 1791, reprise dans une brochure Jacques-Pierre Brissot démasqué en février 1792, puis le 30 avril 1792 dans La Tribune des Patriotes, journal co-fondé avec Fréron. Après le 10 août 1792 et la chute de la Monarchie, il devient secrétaire du ministère de la Justice, dirigé par Danton. Il devient de plus en plus engagé dans la voie d’une répression des contre-révolutionnaires. Il est élu à la Convention nationale, où il siège parmi les montagnards, mais ne joue pas de rôle important. Le 28 septembre 1792 il fait preuve d'une certaine réticence à l'annexion de la Savoie en s'écriant : "Craignons de ressembler aux rois en enchaînant la Savoie à la République". Dans le procès du roi, en janvier 1793, il vote contre l'appel au peuple, pour la mort et contre le sursis. Le 13 avril 1793, il se prononce contre la mise en accusation de Marat. Beaucoup de ses contemporains voient en lui un brillant orateur, mais incapable de jouer un rôle politique. Il s’oppose beaucoup à Jacques Pierre Brissot, qui l’accuse d’être corrompu. Il publie contre lui Histoire des brissotins, où il rappelle la versatilité de son adversaire, ancien proche de La Fayette. En juin il salue l'expulsion des Brissotins de la Convention.
Il s’éloigne peu à peu des montagnards, notamment après la condamnation des Girondins du 30 octobre 1793 qu'il aurait regrettée, d'après des sources thermidoriennes. Il fonde alors un nouveau journal, Le Vieux Cordelier (première parution le 5 décembre 1793), où il attaque les hébertistes et lance des appels à la clémence. Dans le septième et dernier numéro, resté longtemps inédit, il attaque pour la première fois Robespierre qu'il accuse d'avoir tenu au Club des Jacobins, le 30 janvier 1794, contre l'Angleterre, l'ancien langage belliciste de Brissot contre l'Europe.

### Procès et exécution à Paris

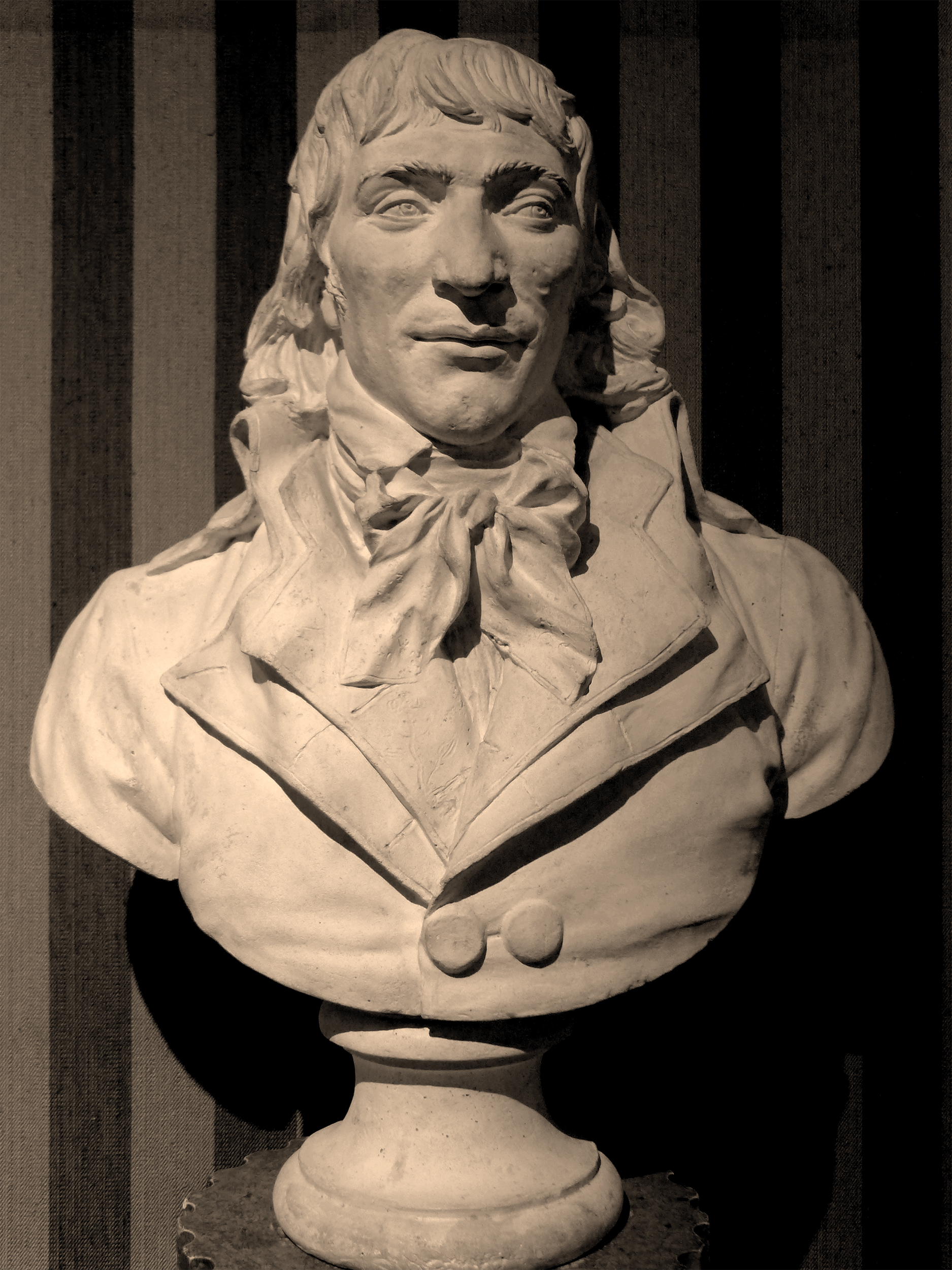
Buste de Camille Desmoulins (François Martin dit Martin de Grenoble, musée Carnavalet).

Considéré comme dantoniste, Camille Desmoulins est arrêté en même temps que ces premiers le 31 mars 1794. Interrogé sur son identité devant le Tribunal révolutionnaire, Desmoulins répond : « J’ai trente-trois ans, âge du sans-culotte Jésus, âge critique pour les patriotes ». Exclu des débats à la demande de Saint-Just, il est condamné à mort. Le 1er avril, il écrit une lettre déchirante à sa femme Lucile : « Malgré mon supplice, je crois qu’il y a un Dieu. Mon sang effacera mes fautes, les faiblesses de l’humanité ; et ce que j’ai eu de bon, mes vertus, mon amour de la patrie, sans doute ce Dieu le récompensera. Je te reverrai dans l’Élysée, ô Lucile. »
Il est guillotiné place de la Révolution en même temps que Danton et leurs amis le 5 avril 1794. Ses restes sont inhumés dans une fosse commune du cimetière des Errancis avant d'être transférés aux catacombes de Paris.
Son épouse, Anne Lucile Laridon-Duplessis est également guillotinée une semaine plus tard, le 13 avril 1794 à l'âge de 24 ans.
Avec Philippeaux, il est le seul parmi les indulgents à avoir été réhabilité par la Convention thermidorienne puis par le Directoire.

### Mariage et descendance

Camille Desmoulins, sa femme Lucile et leur bébé Horace.
Portrait de famille (artiste anonyme XVIIIe siècle), Versailles, Musée national du Château de Versailles, 1792.

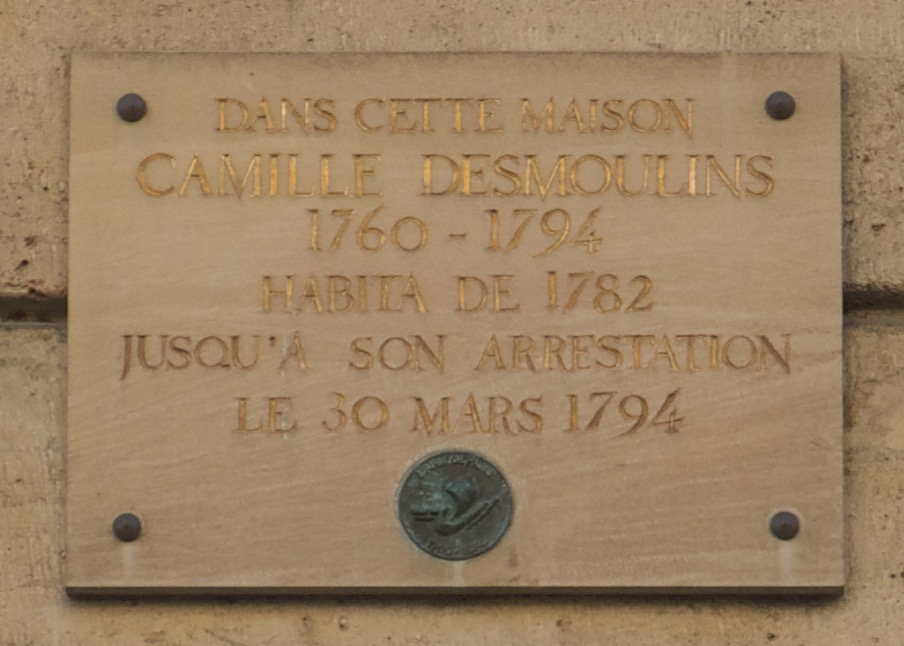
Plaque au no 22 rue de l'Odéon (Paris), où il vit de 1782 à 1794.

Camille Desmoulins épouse Anne Lucile Laridon-Duplessis le 29 décembre 1790 en l'église Saint-Sulpice à Paris. Ce jeune couple, qui s’est écrit de nombreuses lettres d’amour, est considéré comme un symbole des « amours sous la Révolution française ». Les témoins du mariage sont notamment Maximilien de Robespierre et Louis-Sébastien Mercier. L'acte de mariage dans le registre paroissial de l'église Saint-Sulpice est ainsi rédigé :

« Ledit jour, vingt-neuf décembre 1790, a été célébré le mariage de Lucile-Simplice-Camille-Benoît Desmoulins,
avocat, âgé de trente ans, fils de Jean-Benoît-Nicolas Desmoulins, lieutenant général au bailliage de Guise, et de Marie-Madeleine Godart, consentants, avec Anne-Lucile-Philippe Laridon-Duplessis, âgée de vingt ans, fille de Claude-Étienne Laridon-Duplessis, pensionnaire du Roi, et d'Anne-Françoise-Marc Boisdeveix, présents et consentants, les deux parties de cette paroisse, l'époux depuis six ans, rue du Théâtre-Français, l'épouse de fait et de droit depuis cinq ans avec ses père et mère, rue de Tournon ; trois bans publiés en cette église sans opposition, permission de fiancer et de marier le même jour en ce temps prohibé de l'avent, accordée par MM. les vicaires généraux le vingt-sept de ce mois, fiancailles faites.

Présents et témoins, du côté de l'époux : Jérôme Pétion, député à l'Assemblée nationale, rue du Fauxbourg Saint-Honoré, paroisse de la Madeleine-la-Ville-l'Évêque ; Charles-Alexis Brulard, député à l'Assemblée nationale constituante, rue Neuve-des-Mathurins, paroisse de la Madeleine-la-Ville-l'Évêque ; du côté de l'épouse : Maximilien-Marie-Isidore Robespierre, député à l'Assemblée nationale constituante, rue Saintonge, paroisse Saint-Louis-en-l'Île ; Louis-Sébastien Mercier, de plusieurs académies, rue des Maçons, paroisse Saint-Séverin, qui tous ont certifié le domicilie comme dessus et la liberté des parties, et ont signé.

Signé :

Camille Desmoulins (époux), Laridon-Duplessis (épouse), Laridon-Duplessis (père), Boisdeveix (mère), Pétion, Brulard, Robespierre, JP Brissot, Mercier

Berardier, député à l'Assemblée nationale constituante,

Gueudeville, vicaire de Saint-Sulpice. »

Camille et Lucile Desmoulins ont eu un fils, Horace-Camille Desmoulins, né le 6 juillet 1792, à Paris, qui est baptisé dans l’un des tout premiers baptêmes républicains. La formulation de l'acte de naissance d'Horace-Camille Desmoulins, en date du 6 juillet 1792, premier acte de l'état civil de la municipalité de Paris, signé par le greffier Pierre-Paul Royer-Collard, est un témoignage du contexte de l'époque, annonçant la république :

« Acte de naissance d'Horace Desmoulins.

Extrait du registre provisoire des naissances, constatées à la ci-devant maison commune de Paris, année 1792.

Ce jourd'hui, 8 juillet 1792, est comparu devant nous officier municipal, administrateur de police, étant actuellement à la maison commune dans le lieu des séances ordinaires du corps municipal, les portes étant ouvertes, Benoît-Camille Desmoulins, citoyen membre du conseil général de cette commune, demeurant à Paris, rue du Théâtre-Français.
Lequel nous a dit que le 6 de ce mois, à neuf heures du matin, il lui était né un fils du légitime mariage de lui comparant, avec Anne-Lucile-Philippe Laridon-Duplessis.

Que la liberté des cultes étant décrétée par la Constitution, et par un décret de l'Assemblée nationale législative, relatif au mode de constater l'état civil des citoyens autrement que par des cérémonies religieuses, il doit être élevé dans chaque municipalité chef-lieu un autel sur lequel le père, assisté de deux témoins, présentera à la Patrie ses enfants.
Le comparant voulant user des dispositions de la loi constitutionnelle, et voulant s'épargner un jour de la part de son fils, le reproche de l'avoir lié par serment à des opinions religieuses, qui ne pourraient pas encore être les siennes, et de l'avoir fait débuter dans le monde par un choix inconséquent, entre neuf cents et tant de religions qui partagent les hommes, dans un temps où il ne pouvait pas seulement distinguer sa mère.

En conséquence, il nous requiert, pour constater la naissance et l'état civil de son fils, qu'il nous a fait présenter sur le bureau en présence de Laurent Lecointre et de Merlin de Thionville, citoyens députés de l'Assemblée nationale, de recevoir la présente déclaration, voulant que son fils se nomme Horace-Camille Desmoulins. De laquelle déclaration il requiert qu'il en soit fait transcription dans le registre qui sera ouvert conformément à la loi ci-dessus rappelée, et que la présente minute, soit par nous en attendant, déposée au greffe de la municipalité, et dont expédition lui sera donné aussi signée par le déclarant avec nous et les témoins désignés, les jours et an que dessus.

Signé : Camille Desmoulins, Merlin de Thionville, et Lecointre.

Le dépôt de l'acte ci-dessus a été fait au secrétariat de la municipalité, et reçu par moi, secrétaire-greffier, le 9 juillet 1792.

Signé : Royer. »

Horace Desmoulins est élevé, après l’exécution de ses parents, par sa grand-mère maternelle Anne-Françoise-Marie Boisdeveix (Mme Duplessis).
En 1800, Bonaparte lui accorde une bourse d’études au Prytanée français.
En 1817, Horace Desmoulins se rend en Haïti pour monter une affaire commerciale, il y épouse Zoé Villefranche avec laquelle il a quatre enfants nés à Jacmel : Adolphe Desmoulins (né le 26 juin 1819 et mort jeune), Marie-Thérèse-Camille Desmoulins (née le 16 octobre 1820 et morte en 1862), Lucile (née le 8 septembre 1822), qui laissera une descendance de son mariage avec Bienvenu Garraud, et Horace-Camille (né le 29 juin 1825) sans descendance. Horace meurt d’une fièvre, le 29 juin 1825, le jour même de la naissance de son dernier enfant, Horace-Camille. Sa tombe se trouve toujours au cimetière de Jacmel.

## Jugements contemporains
« Camille avait été pour le moins aussi ami de Robespierre que de Danton. Mon frère avait pour lui une amitié très vive ; souvent il m'a dit que Camille était peut-être celui de tous les révolutionnaires marquans qu'il aimait le plus, après notre jeune frère et Saint-Just. Desmoulins était un véritable patriote, et avait plus de vertu que Danton ; sans en avoir autant que mes deux frères ; il avait les qualités les plus aimables, mais aussi quelques défauts qui causèrent sa perte ; il était orgueilleux et irascible : dès qu'il se croyait offensé il ne pardonnait plus, et faisait jouer contre ceux dont il croyait avoir à se plaindre les redoutables traits d'une critique mordante et acerbe.
Des hommes qui étaient loin de le valoir pour le patriotisme et pour le talent, et qui étaient jaloux de sa gloire, le calomnièrent et l'accusèrent d'être vendu aux aristocrates ; il n'en fallut pas davantage pour que le bouillant Camille se déchaînât, et contre ceux qui l'attaquaient, et contre ceux qui, sans l'avoir attaqué, suivaient la même ligne de conduite que ses calomniateurs. Voilà pourquoi, au lieu de repousser les imputations de quelques membres des comités qui étaient ses ennemis personnels, il attaqua les comités en masse, fronda leurs actes, révoqua en doute la pureté de leurs intentions, et se rapprocha même des aristocrates. Les calomnies redoublèrent, ou plutôt les mensonges qu'on avait débités contre lui lorsqu'il était irréprochable devinrent des vérités, lorsque, par ressentiment, il eut cessé d'être pur. De jour en jour il se sépara davantage de ses anciens amis, fit cause commune avec Danton, et, se laissant aveugler par les éloges sans nombre que les aristocrates lui prodiguaient à cause de ses hostilités avec les plus terribles révolutionnaires, il devint réellement, l'acolyte de l'aristocratie.
Le malheureux Camille tournait dans un cercle vicieux ; les ennemis de la révolution l'élevaient jusqu'aux nues, vantaient ses principes, son éloquence, sa modération. Toutes ces louanges le rendaient suspect aux yeux des véritables démocrates, ses ennemis en faisaient des armes contre lui, et disaient : Camille est contre-révolutionnaire. Camille, que cette accusation mettait hors de lui, se ruait avec plus de fureur contre ceux qui l'accusaient, et les aristocrates redoublaient d'éloges.
C'est alors que Desmoulins publia son Vieux Cordelier, où il faisait pour ainsi dire le procès à tous les révolutionnaires, et, par contre, à la révolution. C'était une haute imprudence de sa part ; c'était plus, c'était un crime. Mon frère aîné me dit tristement à ce sujet « Camille se perd. ». Il ressentait un très vif chagrin de le voir déserter la sainte cause de la révolution, et, au risque de se compromettre lui-même, il prit plusieurs fois sa défense ; plusieurs fois aussi il essaya de le ramener, et lui parla comme à son frère, mais inutilement. Dans une des séances de la Société des jacobins, où une explosion de reproches et d'accusations tombait sur Camille Desmoulins et sur son Vieux Cordelier, Maximilien prit la parole, et tout en blâmant énergiquement l'écrit chercha à justifier l'auteur. Malgré son immense popularité et son influence extraordinaire, des murmures accueillirent ses paroles. Alors il vit qu'en voulant sauver Camille il se perdait lui-même. Camille ne lui tint pas compte des efforts qu'il avait faits pour repousser les accusations dont il était l'objet ; il ne se rappela que du blâme qu'il avait déversé sur son Vieux Cordelier, et dès lors il dirigea mille diatribes acrimonieuses contre mon frère. »

— Charlotte de Robespierre

## La question coloniale
Une partie de l'historiographie lui a reproché des équivoques et l'expression en 1791 et 1792 de positions opportunistes sur les questions coloniales ; ce malgré sa passion pour l'abbé Guillaume Raynal qui prédisait dans l'Histoire des Deux Indes une insurrection des esclaves noirs substituant au code noir un code blanc. Incapable de faire la part des choses, Camille Desmoulins prend la défense en mars 1791 de Charles de Lameth contre des accusations portées par Brissot et Condorcet au début de l'année d'une tuerie de 45 esclaves ; accusation non démentie par le premier, et dont Brissot fin mai 1791 démontrera la véracité. Il intervient dans le débat de mai 1791 relatif aux droits des mulâtres propriétaires d'esclaves, défendant dans le no 77 Robespierre et Pétion sans donner tort à Barnave et à Alexandre de Lameth et faisant preuve d'une "indifférence colonialiste" en refusant aux hommes de couleur libres, citoyens actifs des colonies ceux des Blancs de la métropole sous prétexte de l'existence de citoyens passifs blancs dépourvus de droits. Cependant dans le numéro 78 comme Brissot il salue les oppositions isolées de Robespierre, Pétion et de l'abbé Grégoire à la constitutionnalisation le 13 mai de l'esclavage et à l'amendement Rewbell du 15. Le 25 décembre 1791 dans son grand discours contre la guerre offensive, analysant la dégradation du climat révolutionnaire, il reproche à Barnanve d'avoir rapporté le 24 septembre 1791 le décret du 15 mai. Mais en février 1792, dans J P Brissot démasqué il n'épargne aucune critique au chef de la Gironde. Ainsi la défense fervente par Brissot des droits des hommes de couleur, sa critique de la traite des Noirs, n'échappent pas au réquisitoire, motivé au départ par leurs graves divergences sur la question de la guerre d'attaque. Camille Desmoulins laisse croire à une partie de l'opinion jacobine que les Brissotins défendent et font triompher la cause de l'égalité des hommes de couleur libres avec les Blancs afin de se populariser et non pour faire triompher les principes,. Fin mai 1792 Robespierre désavoue, sans nommer son ami, ce raisonnement ("Loin d'imiter l'injustice de ceux qui leur ont cherché des torts jusque dans cette action louable en elle-même..."). La prise en compte, de par les actes et de par leurs résultats, du "bien général" compte bien plus, à ses yeux, qu'un examen des "motifs". Pourtant, de tels propos Camille Desmoulins les répète au printemps 1793 dans l'Histoire des Brissotins ne craignant pas de chercher ses sources chez Arthur Dillon, tout à la fois ancien député constitutant du côté droit et membre fondateur du club Massiac. Cependant, indice du repentir de Camille Desmoulins à l'automne 1793, il persifle dans Le Vieux Cordelier (No 2- 10 décembre 1793, écrit avec l'aide de Robespierre) Anacharsis Cloots, qui "dans l'affaire des colonies combattait pour Barnave contre Brissot"(...) d'où "une flexibilité de principes et une prédilection pour les Blancs peu dignes de l'ambassadeur du genre humain". Pour une fois dans la prose de Camille Desmoulins, Brissot, défenseur des Noirs, est présenté favorablement.
Et une fois même, il pense favorablement aux Noirs sur la base des écrits de Raynal. En décembre 1792 dans son opinion sur le procès du roi il défend son point de vue régicide par cette phrase :
"Et après que nous avons insurgé et recouvré nos droits, venir opposer les lois féodales ou même la constitution (le principe de l'inviolabilité du roi) aux Français républicains, c'est opposer le code noir aux nègres vainqueurs des blancs."
De par cette tirade Camille Desmoulins prenait également acte du premier geste abolitionniste fait par une assemblée révolutionnaire. Car en concomitance avec la révolution du 10 août 1792 dont il était partie prenante, l'assemblée législative promulgua, le lendemain 11, avec l'encouragement de la Commune de Paris, un décret qui abrogeait les primes annuelles accordées par la royauté depuis 1784 aux armateurs des villes maritimes, trafiquants d'esclaves.

## Publications
- Ode
- Discours de la Lanterne aux Parisiens
- La France libre
- L'Histoire des Brissotins (mai 1793)
- Les Révolutions de France et de Brabant (1789-juillet 1791)
- Le Vieux Cordelier (décembre 1793-février 1794)
- La Tribune des patriotes avec la participation de Louis Marie Stanislas Fréron (avril-mai 1792)
- Jacques-Pierre Brissot démasqué (février 1792)
- Les Nouvelles Révolutions de France et de Brabant, en collaboration avec Merlin de Thionville (novembre-décembre 1792)

## Cinéma et télévision
- Danton (1921), film réalisé par Dimitri Buchowetzki. Rôle joué par Josef Runitsch.
- Napoléon (1927), film réalisé par Abel Gance. Rôle joué par Robert Vidalin.
- La Terreur et la Vertu (1964), téléfilm réalisé par Stellio Lorenzi. Rôle joué par Roger Crouzet.
- La mort de Danton (1970), téléfilm réalisé par Claude Barma. Rôle joué par Michel Le Royer.
- Les Amours sous la Révolution : Lucile et Camille Desmoulins (1977), téléfilm réalisé par Jean-Paul Carrère. Rôle joué par Bernard Alane.
- Danton (1982), film réalisé par Andrzej Wajda. Rôle joué par Patrice Chéreau.
- La Révolution Française : les Années Lumière, La Révolution Française : les Années Terribles (1989), film réalisé par Robert Enrico et Richard T. Heffron. Rôle joué par François Cluzet.
- Charlotte Corday (2008), téléfilm réalisé par Henri Helman. Rôle joué par Raphaël Personnaz.
- Une femme dans la Révolution (2013), téléfilm réalisé par Jean-Daniel Verhaeghe. Rôle joué par Alexis Loret.
- Saison 7 de la La Guerre des trônes, la véritable histoire de l'Europe (2023), série historique réalisée par Vanessa Pontet. Rôle joué par Gaël Cottat.

## Théâtre
- 1835 - Georg Büchner, La Mort de Danton
- 1899 - Romain Rolland, Danton
- 1988 - La Liberté ou la mort d'après Danton et Robespierre d'Alain Decaux, Stellio Lorenzi et Georges Soria. Pièce mise en scène par Robert Hossein et jouée au Palais des congrès de Paris avec Daniel Mesguich dans le rôle de Camille Desmoulins.
- 2012 - 1789 les amants de la Bastille : Spectacle musical de Dove Attia et Albert Cohen, avec Rod Janois dans le rôle de Desmoulins

## Roman
- 1872 - Alexandre Dumas, Création et rédemption ("Le docteur mystérieux", "La fille du marquis")
- 1992 - Hilary Mantel, "Révolution, l'idéal"  (ISBN 978-2-35584-308-2) et "Révolution, les désordres"  (ISBN 978-2-35584-507-9)
- 2008 - Christophe Bigot, L'Archange et le Procureur, éditions Gallimard (Paris),  (ISBN 978-2-07-012084-0)
- Annie Jay et Micheline Jeanjean, L'Inconnu de la Bastille.
- 2022 - Joseph Andras, Pour vous combattre, éditions Actes Sud